# Peter Skaarup

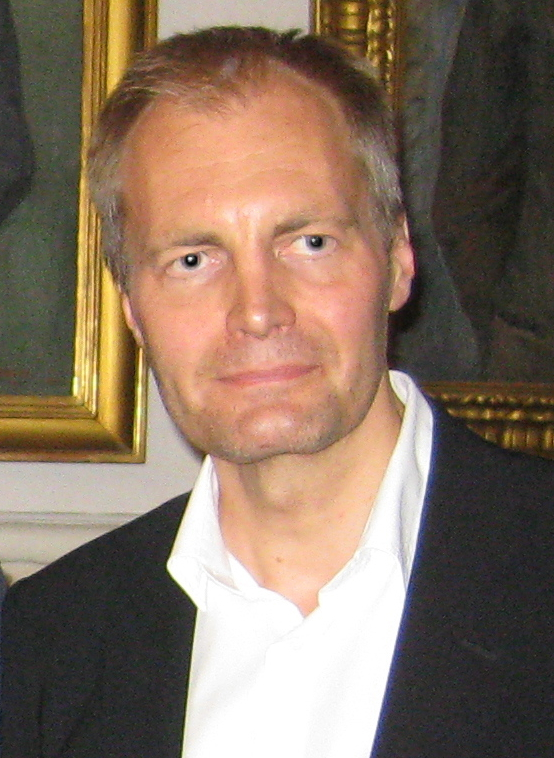
Peter Skaarup (2011)

Peter Skaarup (* 1. Mai 1964 in Aarhus) ist ein dänischer Politiker (Fortschrittspartei, Dänische Volkspartei). Für die rechtspopulistische Dänische Volkspartei (DF) ist er seit 1998 Mitglied des Folketing und war dort bis 2012 deren stellvertretender Fraktionsvorsitzender. Seit 2012 fungiert er als DF-Fraktionsvorsitzender.
Skaarup wuchs in Brabrand, einem Stadtteil von Aarhus, auf.  Nach dem Schulabschluss und der Berufsausbildung arbeitete er als technischer Berater für den Reisebereich der Dänischen Staatsbahnen. Seit 1990 war er Parteisekretär der populistisch-libertären Fortschrittspartei. 1995 wechselte er zur DF, für die er bis zu seiner Wahl in das Folketing als leitender Parteisekretär tätig war. Am 24. Juni trat er aus der Dänischen Volkspartei aus.